# Cal Marvin
Calvin C. Marvin (* 29. April 1924 in Warroad, Minnesota; † 5. September 2004 in Warroad, Minnesota) war ein US-amerikanischer Eishockeyspieler, -trainer und -manager. Er wurde vor allem durch seine Verdienste um die Amateurmannschaft Warroad Lakers bekannt. Darüber hinaus war er 1958 Trainer und 1965 Manager der US-Nationalmannschaft. Er ist Mitglied der United States Hockey Hall of Fame.
Marvin wuchs als jüngster Sohn von fünf Kindern einer Unternehmerfamilie in Warroad auf. Schon früh spielte er auf den Teichen der Region Eishockey. Marvin ging, nachdem er nach dem Zweiten Weltkrieg von den Marine Corps nach Warroad zurückgekehrt war, an die University of North Dakota und konnte dort den Sportdirektor überzeugen, eine Eishockeymannschaft, die Fighting Sioux, aufzubauen. Gleichzeitig half er auch in seiner Heimatstadt Warroad eine neue Senior-Amateureishockeymannschaft, die Warroad Lakers, zu gründen. Während der Woche spielten Marvin und seine Freunde für die UND, am Wochenende traten sie für die Lakers an. Nach dem College kehrte er wieder nach Warroad zurück, wo er bis 1955 für die Lakers spielte. Anschließend trat er die Nachfolge von Tut Marvin als Trainer an. Ein Jahr später wurde er auch Manager des Teams. 1957/58 ließ Marvin seine Ämter bei den Lakers ruhen, da er als Trainer zur US-Nationalmannschaft, die bei der Weltmeisterschaft in Oslo den fünften Platz belegte, berufen worden war. 1965 arbeitete er als Manager des US-Teams.
Marvin war bis 1997 in verschiedenen Funktionen als Trainer und vor allem als Manager für die Lakers tätig. In seiner Zeit konnte das Team zahlreiche Titel gewinnen, am bedeutendsten sind der Gewinn des Allan Cups (1994, 95, 96), des Canadian Intermediate Championships (1964, 74) und des United States National Intermediate Championships (1955). Warroad erhielt den Spitznamen „Hockeytown USA“. Mehrere Spieler der Lakers spielten für US-Nationalmannschaften oder in der NHL.
1982 wurde Marvin in die United States Hockey Hall of Fame aufgenommen. Ebenso ist er Mitglied der Manitoba Sports Hall of Fame, der University of North Dakota Athletic Hall of Fame und der Warroad High School Athletic Hall of Fame. Marvins Enkelin Gigi ist ebenfalls Eishockeyspielerin und gewann in Diensten der Frauen-Eishockeynationalmannschaft der Vereinigten Staaten mehrere Weltmeistertitel.